# Carl Oberg

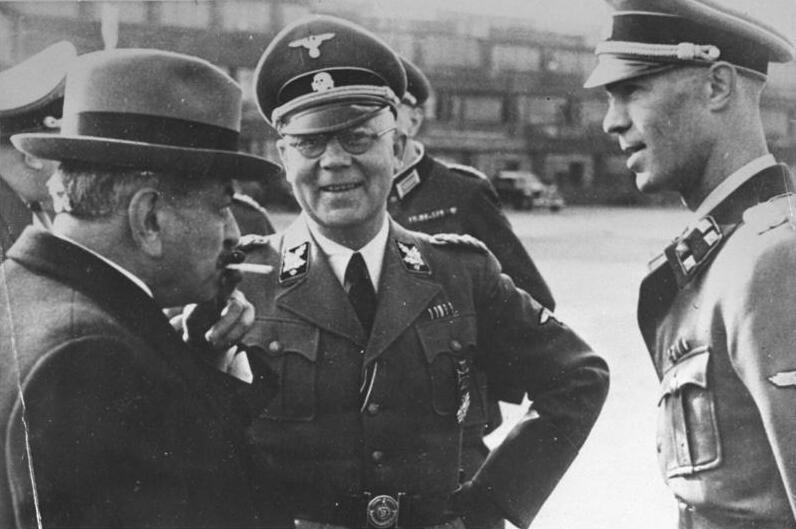
Carl Oberg (Mitte) im Gespräch mit Pierre Laval (links) und Herbert Hagen (rechts), Paris 1943.

Carl Albrecht (zuweilen auch Karl Albrecht, Carl-Albrecht oder auch nur Karl) Oberg (* 27. Januar 1897 in Hamburg; † 3. Juni 1965 in Flensburg) war ein deutscher Kaufmann, Nationalsozialist und SS- und Polizeiführer in Paris mit den Rängen SS-Obergruppenführer (1944), General der Polizei (1944) und Waffen-SS (1945).

## Leben

### Ausbildung und Beruf
Obergs Vater Carl Oberg war Professor für Medizin. Nach dem Abitur nahm er von 1915 bis 1918 am Ersten Weltkrieg teil. Er wurde mit dem Eisernen Kreuz ausgezeichnet und als Leutnant verabschiedet. Danach trat er als Kämpfer in Freikorps auf, traf hier Carl-Heinrich von Stülpnagel und nahm aktiv am Kapp-Putsch 1920 teil. 1921 war er Geschäftsführer der Organisation Escherich. Danach war Oberg in Schleswig-Holstein Verbindungsoffizier zwischen Reichswehr und nationalen Verbänden. Von Januar 1926 bis 1929 war er in Hamburg als Import-Kaufmann für Südfrüchte tätig und danach längere Zeit arbeitslos. Im November 1930 erwarb er einen Laden für Tabakwaren („Trinkhalle“) in Hamburg.

### Nationalsozialistische Betätigung
Oberg trat zum 1. Juni 1931 der NSDAP (Mitgliedsnummer 575.205) und im Juni 1932 der SS bei (SS-Nummer 36.075). 1932 ging er nach München. Dort arbeitete er mit Reinhard Heydrich eng zusammen und wurde dessen Adjutant. Es wird vermutet, dass er zu dieser Zeit Heydrichs rechte Hand im SD gewesen ist. Oberg koordinierte gemeinsam mit Werner Best die Morde während des „Röhm-Putsches“. Er wurde Personalchef des SD-Hauptamtes in München. Nach Auseinandersetzungen mit Heydrich wurde er im November 1935 Führer der 22. SS-Standarte in Mecklenburg und im Januar 1937 Stabsführer des SS-Abschnitts IV (Hannover). Mitte März 1939 wurde er SD-Führer. Im Januar 1939 wurde Oberg kommissarischer Polizeipräsident in Zwickau und war in gleicher Funktion ab April 1941 in Bremen eingesetzt.

## Zweiter Weltkrieg
| Obergs SS- und Polizeiränge | Obergs SS- und Polizeiränge                      |
| Datum                       | Rang                                             |
| --------------------------- | ------------------------------------------------ |
| 15. Mai 1933                | SS-Truppführer                                   |
| 1. Juli 1933                | SS-Sturmführer                                   |
| 25. September 1933          | SS-Obersturmführer                               |
| März 1934                   | SS-Hauptsturmführer                              |
| Juni 1934                   | SS-Sturmbannführer                               |
| Juli 1934                   | SS-Obersturmbannführer                           |
| April 1935                  | SS-Standartenführer                              |
| April 1939                  | SS-Oberführer                                    |
| März 1942                   | SS-Brigadeführer und Generalmajor der Polizei    |
| April 1943                  | SS-Gruppenführer und Generalleutnant der Polizei |
| August 1944                 | Obergruppenführer und General der Polizei        |
| 6. Februar 1945             | General der Waffen-SS                            |

### SSPF im Distrikt Radom
Im Zweiten Weltkrieg ging Oberg in das Generalgouvernement und war vom 13. Oktober 1941 bis Anfang Mai 1942 SS- und Polizeiführer (SSPF) im Distrikt Radom. Seine Einsetzung als SS- und Polizeiführer war ab Anfang August 1941 vorgesehen; Oberg traf aber erst Mitte Oktober im Generalgouvernement ein. In dieser Funktion war er zuständig für polnische Zwangsarbeiter und für die Verhaftung von Juden im Ghetto Radom.

### HSSPF in Frankreich
Am 5. Mai 1942 wurde er als Höherer SS- und Polizeiführer (HSSPF) nach Paris in das besetzte Frankreich versetzt. Nach Amtseinführung durch Reinhard Heydrich persönlich trat er das Amt des HSSPF am 1. Juni 1942 an. Sein persönlicher Referent wurde Herbert Hagen. Er bekämpfte dort vor allem die Résistance, auch durch Geiselerschießungen. Er war an exponierter Stelle an der „Endlösung der Judenfrage“ beteiligt und führte den „Gelben Stern“ ein; etwa 75.000 Juden wurden durch ihn und seine Mitarbeiter in die Vernichtungslager deportiert. Oberg wurde im August 1944 zum SS-Obergruppenführer und General der Polizei befördert. Er trug für die Franzosen den Beinamen „Der Schlächter von Paris“. Er war im Januar 1943 aktiv an der Zerstörung der Altstadt von Marseille und der anschließenden Deportation von Hunderten von Juden und anderen Franzosen in die Vernichtungslager beteiligt.
Im Zuge des gescheiterten Staatsstreiches vom 20. Juli 1944 wurde Oberg von Angehörigen des militärischen Widerstandes kurzzeitig festgesetzt. Oberg soll sich nach seiner Freilassung den Angehörigen des militärischen Widerstandes gegenüber ehrenhaft verhalten haben. Nachdem die Alliierten Frankreich befreit hatten, erhielt Oberg im Dezember 1944 noch ein Kommando in der Heeresgruppe Weichsel, die Reichsführer SS Heinrich Himmler direkt unterstellt war.

## Nach Kriegsende
Bei Kriegsende wurde Oberg von Angehörigen der US-Armee in einem Tiroler Dorf gefangen genommen. Oberg wurde 1946 zunächst in Wuppertal zum Tode verurteilt, dann aber am 10. Oktober 1946 nach Frankreich verbracht und am 9. Oktober 1954 in Paris wegen Kriegsverbrechen erneut zum Tode verurteilt. Am 20. April 1958 wurde sein Todesurteil auf lebenslange Haft reduziert und Oberg am 28. November 1962 freigelassen. Danach lebte er in Flensburg, zu dieser Zeit eine Hochburg ehemaliger Nationalsozialisten und SS-Kader (vgl. Rattenlinie Nord). Sein Spätheimkehrerantrag wurde abschlägig beschieden.